# In Blue (álbum)
In blue es el tercer álbum de estudio de la banda irlandesa The Corrs. Lanzado en el año 2000, la banda adquirió un sonido más pop, pero manteniendo, en cierta medida, su toque característico irlandés.
In blue consiguió retomar, aunque sin tales dimensiones, el éxito de su anterior disco de estudio, Talk On Corners. Sin llegar a vender tanto como este, tocaron los 8 millones de discos vendidos y tuvo mayor impacto directo en las listas de ventas, siendo "número 1" en Irlanda, Reino Unido, España, Alemania, Australia, Austria, Bélgica, Noruega, Suiza, Suecia, Japón, Malasia, Taiwán, Tailandia y Singapur entre otros. En los Estados Unidos, obtuvo un disco de platino por un millón de copias.

## Lista de canciones
1. «Breathless» (Sin aliento) [Sencillo] - 3:30
2. «Give Me A Reason» (Dame una razón) [Single] - 3:30
3. «Somebody For Someone» (Alguien para alguien) - 4:01
4. «Say» (Dices) - 4:34
5. «All The Love In The World» (Todo el amor del mundo) [Single] - 4:23
6. «Radio» (Radio) - 4:15
7. «Irresistible» (Irresistible) [Single] - 3:41
8. «One Night» (Una noche) - 4:40
9. «All In A Day» (Todo en un día) - 3:44
10. «At Your Side» (A tu lado) - 3:56
11. «No More Cry» (No más llantos) - 3:00
12. «Rain» (Lluvia) - 4:16
13. Give It All Up (Renunciaría a todo) - 3:30
14. «Hurt Before» (Herida Anterior) - 4:06
15. «Rebel Heart» (Corazón rebelde) [Instrumental] - 4:10

- "Breathless" y "Rebel Heart" obtuvieron sendas nominaciones a los Grammy por mejor interpretación vocal y mejor canción instrumental respectivamente.

Special edition CD2 Bonus:
"Somebody for Someone", "no more cry", "radio" y "at your side" en acoustic, "Love in the Milky way" y "looking in the eyes of Love" como previously unreleased, y "haste to the wedding" (live)

## Listas de ventas
| Año  | Lista                   | Posición | Certificación |
| ---- | ----------------------- | -------- | ------------- |
| 2000 | Charts Reino Unido      | 1        | x2 Platino    |
| 2000 | Lista España            | 1        | x3 Platino    |
| 2000 | Charts Irlanda          | 1        | x10 Platino   |
| 2000 | Charts Australia        | 1        | x4 Platino    |
| 2000 | Charts Suecia           | 1        | x1 Oro        |
| 2000 | Billboard de EE. UU.    | 21       | x1 Platino    |
| 2000 | EE. UU. Internet Albums | 1        | -             |
| 2000 | Charts Francia          | 2        | x1 Platino    |
| 2000 | Charts Finlandia        | 2        | -             |
| 2000 | Charts Italia           | 2        | x2 Platino    |
| 2000 | Charts Alemania         | 1        | x1 Platino    |
| 2000 | Charts Suiza            | 1        | -             |
| 2000 | Charts Austria          | 1        | x1 Platino    |
| 2000 | Charts Nueva Zelanda    | 2        | x4 Platino    |
| 2000 | Charts Filipinas        | 1        | x1 Platino    |
| 2000 | Charts Sudáfrica        | 1        | x1 Platino    |
| 2000 | Charts Singapur         | 1        | -             |
| 2000 | Charts Tailandia        | 1        | -             |
| 2000 | Charts Taiwán           | 1        | -             |
| 2000 | Charts Portugal         | 1        | x1 Oro        |
| 2000 | Charts Holanda          | 2        | x1 Platino    |
| 2000 | Charts Malasia          | 1        | x1 Platino    |
| 2000 | Charts Japón            | 14       | x1 Platino    |

## Créditos

### The Corrs
- Andrea Corr – voz solista, flauta irlandesa
- Caroline Corr – batería, bodhran, piano, voz
- Jim Corr – guitarra, teclado, piano, voz
- Sharon Corr – violín, voz

### Músicos adicionales
- Anthony Drennan – guitarra, guitarra solista
- Keith Duffy – bajo
- Ronan Dooney – trompeta
- Paul Duffy – saxofón
- Mitchell Froom – teclado
- Billy Farrell – teclado
- Fiachra Trench – arreglos de cuerda

### Producción
- Productores: The Corrs, Robert John "Mutt" Lange, DFHM, Mitchell Froom, Billy Farrell, John Hughes
- Ingeniero: Tim Martin
- Ingeniero asistente: Frances Murphy
- Mezclas: Adam Olmsted, Mike Shipley
- Pre-programación: Richard Meyer alias Swayd
- Programación: Richard Meyer aka Swayd, Cory Churko, Oisin Murry
- Production consultant: Mitchell Froom
- Dirección artística: Elizabeth Barrett
- Diseño: Andrea Brooks
- Potografía: Rankin, Norman Jean Roy